# Mary Esther
Mary Esther ist eine Stadt im Okaloosa County im US-Bundesstaat Florida. Das U.S. Census Bureau hat bei der Volkszählung 2020 eine Einwohnerzahl von 3.982 ermittelt.

## Geographie
Mary Esther liegt am Santa Rosa Sound (einem Teil des Gulf Intracoastal Waterway) an der Golfküste des Florida Panhandles und grenzt an die Stadt Fort Walton Beach. Die Stadt liegt rund 40 Kilometer südlich von Crestview sowie etwa 60 Kilometer östlich von Pensacola.

## Demographische Daten
Laut der Volkszählung 2010 verteilten sich die damaligen 3851 Einwohner auf 1779 Haushalte. Die Bevölkerungsdichte lag bei 962,8 Einw./km². 95,7 % der Bevölkerung bezeichneten sich als Weiße, 7,0 % als Afroamerikaner, 0,6 % als Indianer und 5,2 % als Asian Americans. 2,0 % gaben die Angehörigkeit zu einer anderen Ethnie und 4,3 % zu mehreren Ethnien an. 7,5 % der Bevölkerung bestand aus Hispanics oder Latinos.
Im Jahr 2010 lebten in 24,7 % aller Haushalte Kinder unter 18 Jahren sowie 30,4 % aller Haushalte Personen mit mindestens 65 Jahren. 67,3 % der Haushalte waren Familienhaushalte (bestehend aus verheirateten Paaren mit oder ohne Nachkommen bzw. einem Elternteil mit Nachkomme). Die durchschnittliche Größe eines Haushalts lag bei 2,38 Personen und die durchschnittliche Familiengröße bei 2,82 Personen.
20,4 % der Bevölkerung waren jünger als 20 Jahre, 24,3 % waren 20 bis 39 Jahre alt, 31,8 % waren 40 bis 59 Jahre alt und 23,8 % waren mindestens 60 Jahre alt. Das mittlere Alter betrug 47 Jahre. 49,3 % der Bevölkerung waren männlich und 50,7 % weiblich.
Das durchschnittliche Jahreseinkommen lag bei 59.315 $, dabei lebten 3,5 % der Bevölkerung unter der Armutsgrenze.
Im Jahr 2000 war Englisch die Muttersprache von 92,97 % der Bevölkerung, spanisch sprachen 4,86 % und 2,17 % hatten eine andere Muttersprache.

## Verkehr
Mary Esther wird vom U.S. Highway 98 sowie von der Florida State Road 393 durchquert. Die Stadt grenzt an den Militärflugplatz Hurlburt Field.
Die nächsten Flughäfen sind der rund 15 Kilometer nordöstlich gelegene Destin–Fort Walton Beach Airport sowie der etwa 65 Kilometer westlich gelegene Pensacola International Airport.